# Lost in Your Light
Lost in Your Light è un singolo della cantante britannica Dua Lipa, pubblicato il 21 aprile 2017 come sesto estratto dal primo album in studio Dua Lipa.

## Tracce
Testi e musiche di Dua Lipa, Miguel e Rick Nowels.
Download digitale, streaming
1. Lost in Your Light (feat. Miguel) – 3:23

Download digitale – Remix
1. Lost in Your Light (feat. Miguel) (B-Case Remix) – 3:19
2. Lost in Your Light (feat. Miguel) (DJ Rasimcan Remix) – 3:32

## Formazione
Hanno partecipato alle registrazioni, secondo le note di copertina di Dua Lipa:
Musicisti
- Dua Lipa – voce
- Miguel – voce aggiuntiva, batteria, percussioni, basso
- Stephen "Koz" Kozmeniuk – chitarra, batteria, sintetizzatore
- Dean Reid – percussioni, synth bass, chitarra elettrica, tastiera
- Rick Nowels – chitarra elettrica, tastiera
- Mighty Mike – batteria
- Zac Rae – pianoforte, sintetizzatore

Produzione
- Miguel – produzione
- Stephen "Koz" Kozmeniuk – produzione
- Lorna Blackwood – produzione vocale
- Manny Marroquin – missaggio
- Chris Galland – assistenza al missaggio
- Jeff Jackson – assistenza al missaggio
- Robin Florent – assistenza al missaggio
- Kieron Menzies – ingegneria del suono
- Dean Reid – ingegneria del suono
- Trevor Yasuda – ingegneria del suono
- Chris Garcia – ingegneria del suono
- Chris Gehringer – mastering

## Classifiche
| Classifica (2017) | Posizione massima |
| ----------------- | ----------------- |
| Belgio (Vallonia) | 74                |
| Irlanda           | 97                |
| Regno Unito       | 86                |